# Vázsony
A Vázsony régi magyar nemzetségnév, bizonytalan eredetű, talán szláv névből ered.

## Gyakorisága
Az 1990-es években szórványos név, a 2000-es években nem szerepel a 100 leggyakoribb férfinév között.

## Névnapok
- január 19.[2]
- május 30.[2]